# Cleopatra VI
Cleopatra VI Trifena (anche nota come Cleopatra Trifena II o Cleopatra VI Trifena II; ... – 57 a.C.) è stata una presunta regina egizia, che avrebbe regnato sull'Egitto tolemaico insieme a Berenice IV, ma la cui esistenza è fortemente controversa. Se fosse realmente esistita, si crede sia stata figlia di Tolomeo XII e Cleopatra V, e quindi sorella della stessa Berenice.

## Biografia
Cleopatra VI avrebbe regnato al fianco di Berenice IV, figlia di Tolomeo XII Aulete e Cleopatra V Trifena, per circa un anno prima di morire nel 57 a.C. Berenice aveva preso il potere detronizzando suo padre, e sarebbe poi stata a sua volta deposta nel 55 a.C., dopo che Aulete ebbe ottenuto l'aiuto di Roma per la riconquista del suo trono.

## Dubbi sull'identità
Esistono seri dubbi sull'identità e sull'esistenza di Cleopatra VI, a causa delle lacune e delle contraddizioni nelle genealogie tolemaiche. Le teorie principali sono due: secondo la prima, basata su Strabone, che testimonia solo tre figlie di Tolomeo XII, ovvero Berenice, Cleopatra VII e Arsinoe, e su alcune incisioni datate al 57 a.C., che attesterebbero la sopravvivenza di Cleopatra V oltre il 69 a.C., anno dopo cui sembra sparire dalle fonti, Cleopatra VI non sarebbe mai esistita, ma sarebbe semplicemente un errore nell'identificazione di Cleopatra V, madre di Berenice, che sarebbe stata la co-regnante della figlia fra il 58 e il 57 a.C. La seconda teoria, basata su un testo di Porfirio, che dice che Tolomeo aveva una figlia chiamata Cleopatra Trifena come la madre, vuole invece che Cleopatra VI sia stata una seconda figlia di Tolomeo XII e Cleopatra V, e quindi una sorella di Berenice IV.
Attualmente, la prima teoria sembra essere quella maggiormente attestata.